# Marco Antonio Xicoténcatl
Marco Antonio Xicoténcatl Reynoso (Ciudad de México, Distrito Federal, 21 de enero de 1955) es un médico y político mexicano, miembro del Partido Acción Nacional, que ha sido senador y diputado local del estado de Morelos.

## Biografía
Marco Antonio Xicoténcatl es médico egresado de la Universidad Nacional Autónoma de México y tien una maestría en investigación clínica, en el ejercicio de su profesión se ha desempeñado como director del Centro de Donación Altruista de Sangre de la Cruz Roja Mexicana, delegación Cuernavaca de 1979 a 1981, director del Sistema Médico Estatal del DIF de 1987 a 1994 y coordinador de los servicios médicos del Banco Obrero de 1994 a 1997. Ha sido además catedrático en la Universidad Autónoma del Estado de Morelos.
Miembro del PAN desde 1993, fue Secretario de Acción Política y Secretario General del Comité Municipal de Cuernavaca. Fue elegido diputado local por el distrito electoral local 4 de Morelos a la XLVII Legislatura del Congreso del Estado de Morelos de 1997 a 2000. En este último año fue elegido senador por Morelos para las LVIII y LIX legislaturas, concluyendo su periodo en 2006.
Si bien su formación en medicina lo llevó a desempeñarse como un destacado profesional de la salud, su incansable curiosidad y pasión por comprender la condición humana lo impulsaron a adentrarse en una nueva disciplina. Entre 2016 y 2020, Marco Antonio Xicoténcatl Reynoso cursó estudios en antropología social en la Universidad Autónoma del Estado de Morelos.